# واکنش فاورسکی
واکنش فاورسکی(به انگلیسی: Favorskii reaction) یک واکنش شیمیایی در شیمی آلی است که طی آن یک آلکین با پروتون اسیدی موجود در یک گروه کربونیل واکنش می دهد.این واکنش نخستین بار توسط شیمیدان روس الکسی فاورسکی کشف شد.
این واکنش در حضور کاتالیست بازی صورت می گیرد.در صورت استفاده از کاتالیست اسیدی به واکنش بازآرایی میر–شوستر معروف است.